# Carex ligata
Carex ligata är en halvgräsart som beskrevs av Francis M.B. Boott. Carex ligata ingår i släktet starrar, och familjen halvgräs.

## Underarter
Arten delas in i följande underarter:
- C. l. ligata
- C. l. formosensis